# Tau7 Serpentis

Tau7 Serpentis (τ7 Serpentis, förkortat Tau7 Ser, τ7 Ser) som är stjärnans Bayerbeteckning, är en ensam stjärna belägen i den mellersta delen av stjärnbilden Ormen, i den del som representerar ”ormens huvud” (Serpens Caput). Den har en skenbar magnitud på 5,80 och är synlig för blotta ögat där ljusföroreningar ej förekommer. Baserat på parallaxmätning inom Hipparcosuppdraget på ca 18,8 mas, beräknas den befinna sig på ett avstånd på ca 174 ljusår (ca 53 parsek) från solen.

## Egenskaper
Tau7 Serpentis är en blå till vit stjärna i huvudserien av spektralklass A8 Vam. Den har en radie som är omkring dubbelt så stor som solens och utsänder från dess fotosfär ca 11 gånger mera energi än solen vid en effektiv temperatur på ca 7 400 K.